# Iksan
Iksan (en coreà: 익산시, romanització revisada: Igsansi, llegiu: Iksan, literalment: àcid) és una ciutat de la província de Jeollabuk-do, al sud-est de la república de Corea del Sud. Està situada a uns 180 km al sud de Seül i a 21 km al nord-est de Jeonju. La seva àrea és de 507,31 km² i la seva població total és de 308.000 habitants (2011).
Iksan és coneguda com «la ciutat de la joieria» i té un museu de joieria que es va inaugurar el maig del 2002.
La ciutat d'Iksan es divideix en 12 districtes (dong), 14 municipis (myeon) i 1 vila (EuP).

## Transport
Per la ciutat passa la línia Janghang, que connecta el sud-est del país amb Seül, i la línia Gunsan Hwamul que la connecta amb altres ciutats importants.

## Història
Iksan va ser la capital del regne Baekje i alguns temples construïts d'aquest període continuen avui en peu. La ciutat ha estat un important eix de transport i en temps moderns és una ciutat tecnològica.